# Lakhipur (Goalpara)
Lakhipur è una suddivisione dell'India, classificata come town committee, di 12.545 abitanti, situata nel distretto di Goalpara, nello stato federato dell'Assam. In base al numero di abitanti la città rientra nella classe IV (da 10.000 a 19.999 persone).

## Geografia fisica
La città è situata a 26° 1' 60 N e 90° 17' 60 E e ha un'altitudine di 29 m s.l.m..

## Società

### Evoluzione demografica
Al censimento del 2001 la popolazione di Lakhipur assommava a 12.545 persone, delle quali 6.402 maschi e 6.143 femmine. I bambini di età inferiore o uguale ai sei anni assommavano a 2.034, dei quali 964 maschi e 1.070 femmine. Infine, coloro che erano in grado di saper almeno leggere e scrivere erano 7.478, dei quali 4.284 maschi e 3.194 femmine.